# Bulbophyllum merrittii
Bulbophyllum merrittii är en orkidéart som beskrevs av Oakes Ames. Bulbophyllum merrittii ingår i släktet Bulbophyllum och familjen orkidéer. Inga underarter finns listade i Catalogue of Life.